# William Randal Cremer
Sir William Randal Cremer (Fareham, Anglaterra 1828 o 1838 - Londres 1908) fou un pacifista i membre del parlament anglès guardonat amb el Premi Nobel de la Pau l'any 1903.

## Infantesa
Va néixer el 18 de març de 1828 a la ciutat de Fareham, situada al comtat de Hampshire, en una família obrera. El seu pare era pintor i la seva mare extremadament religiosa, i fou determinant per l'educació (també religiosa) de William fins als dotze anys. Posteriorment, va aprendre l'ofici de fuster.

## Implicació en la vida social
Als 24 anys marxa cap a Londres, i s'implica en l'acció sindical. El 1858 és escollit per un comitè que demanava jornades laborals de nou hores. A més de l'activitat sindical, participa en campanyes internacionals com ara el suport als polonesos en llur revolta contra els russos, pels estats del nord en la guerra de secessió. També acull a Garibaldi en una de les seves visites a Anglaterra.
Anys més tard, participa en la creació de la Working men's peace association (o "Associació de treballadors per la pau"), associació en la qual participà Karl Marx i altres socialistes europeus. N'esdevé el seu secretari honorari en 1865, però dos anys més tard presenta la dimissió per desavinences amb els ideòlegs.
El 1868 es presenta a les eleccions amb la fi de crear una instància internacional d'arbitratge per evitar els conflictes armats, però no és escollit diputat; tampoc les següents eleccions de 1874. Gràcies a una reforma de la llei electoral, que ampliava el dret de vot, va ser escollit a la Cambra dels Comuns i només la mort l'allunyaria de l'activitat parlamentària.

## Compromís per la pau
Va ser la guerra francoprussiana de 1870 la que va encoratjar-lo per lluitar per la pau. Va defensar la neutralitat britànica en l'esmentat conflicte. Va crear el Workmen's peace committee ("Comitè de treballadors per la pau"), del qual en fou escollit secretari. L'associació tenia la voluntat de promoure la creació d'un organisme internacional d'arbitratge.
El 1887 comença a establir converses per tal d'arribar a un tractat d'arbitratge entre els Estats Units d'Amèrica i la Gran Bretanya. Tot i que no s'arribà a un tractat escrit, va remoure les consciències. Molt interessat per la seva intencionalitat, el francès Frédéric Passy l'invita a França el 1888. Fruit de la reunió, en la qual també hi van participar parlamentaris de nou nacions, neix la Conferència Interparlamentària per l'arbitratge. Posteriorment, el 1899 esdevé la Unió Interparlamentària.

## Distincions
El 1903 va rebre el Premi Nobel de la Pau, pel seu treball en l'arbitratge internacional i, particularment pel pacte angloamericà. També va guanyar la Legió d'Honor francesa, el títol norueg de Cavaller de Sant Olaf i fou nomenat Cavaller el 1907 per part del rei Eduard VII del Regne Unit.